# Cuevas de Campanet
Las cuevas de Campanet son unas cuevas situadas en la ladera sur del Puig de Sant Miquel, en la sierra de Tramontana, al norte de la isla de Mallorca, la mayor de las Baleares, en España.
Tienen una superficie aproximada de 3.200 m² y un recorrido cercano a los 400 m. Se desarrollan a una media de 50 m bajo la superficie del terreno y crean un vacío de unos 16.000 m³. Su visita, de unos 40 minutos de duración, recorre diferentes galerías y salas, algunas de las cuales presentan pequeñas acumulaciones de agua. Estas salas tienen nombres tan sugerentes como: sala romántica (sala romàntica), sala del lago (sala del llac), castillo encantado (castell encantat), sala de la palmera (sala de la palmera) o cascada sonora (cascada sonora), entre otros.
Las cuevas destacan por la finura y riqueza de sus depósitos calcáreos en forma de estalactitas y estalagmitas, también denominadas espeleotemas por los geólogos. Además de la ornamentación natural, diversos aspectos han atraído la atención de científicos y naturalistas. Por ejemplo, durante las obras de acondicionamiento de las cuevas se encontraron restos fósiles de Myotragus balearicus, una especie de bóvido endémico de Mallorca y Menorca, extinguido hace unos 4.000 años con la llegada del hombre al archipiélago balear.